# ライトバン

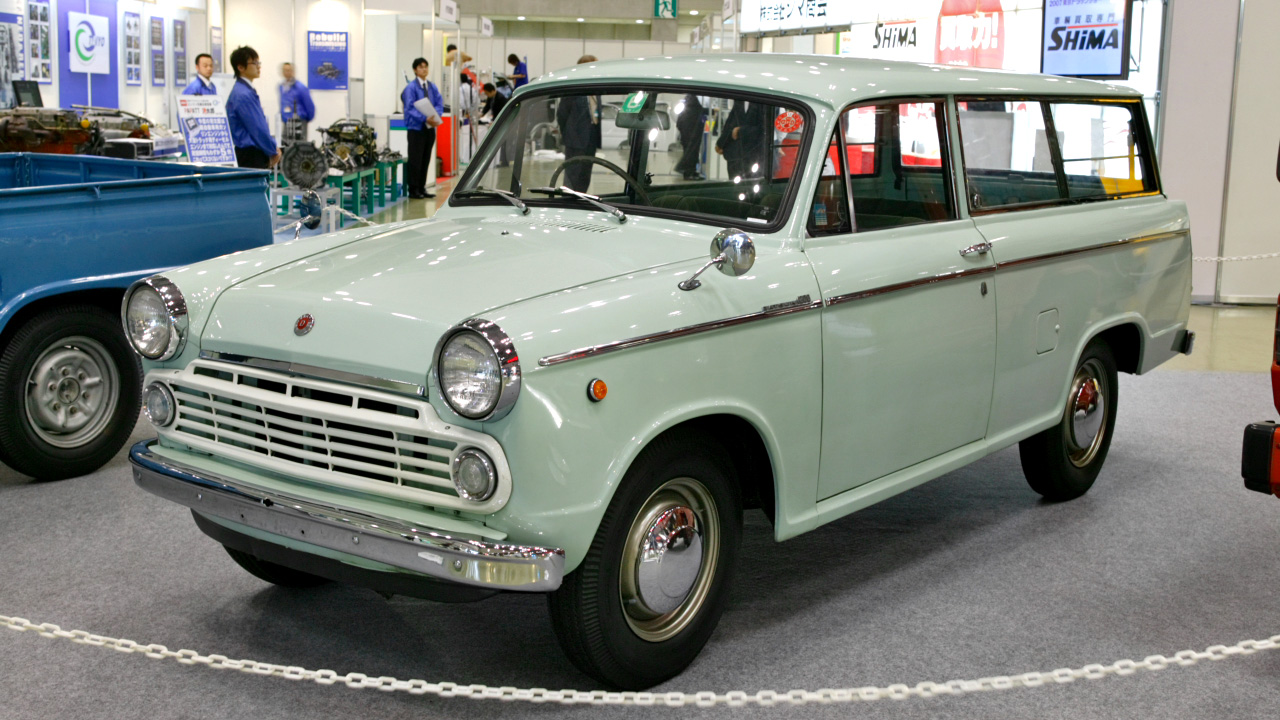
ダットサン1200ライトバン
（1961 - 1965年）

ライトバン (Light Van) は、自動車の分類上の呼称のひとつである。

## 概要

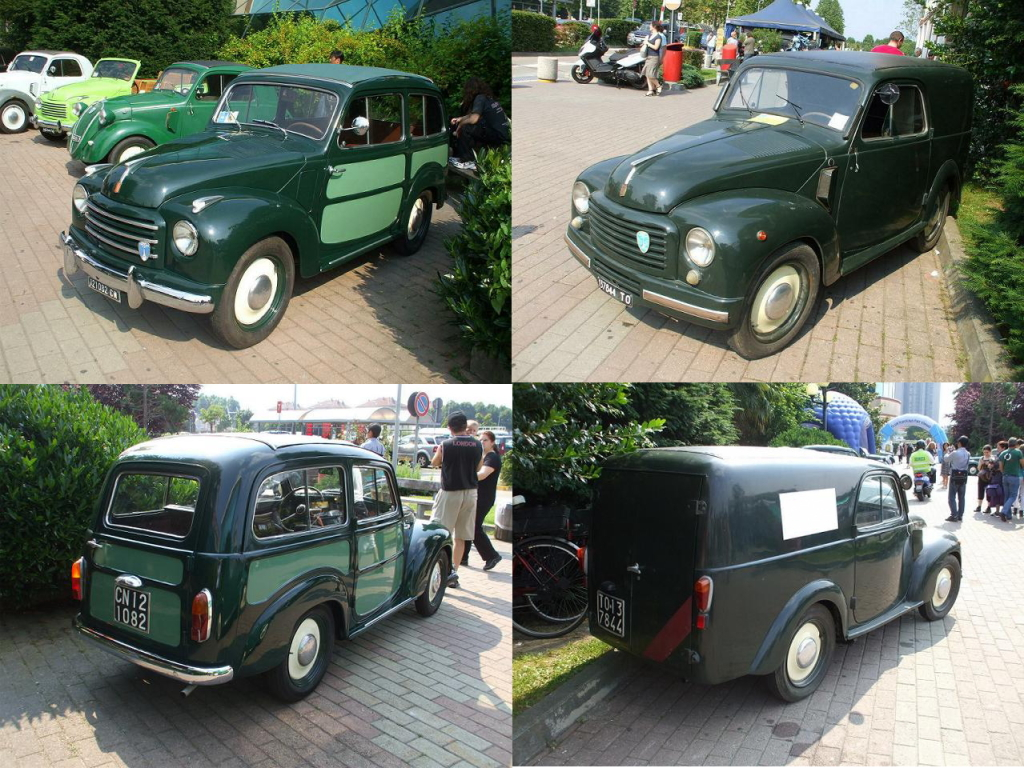
同じモデル内での乗用ワゴン（左）と商用バン（右）の比較
1950年代のフィアット500トポリーノの乗用ワゴン（ステーションワゴン）と商用バン（コンメルチャーレ）

自動車におけるバンの成り立ちは、トラックの荷台部分を貨物室とした「有蓋貨物自動車」であり、同様の車体形状をもつが乗用車を元にして誕生したステーションワゴンとは誕生の経緯そのものが異なる。よって両者は外観的には類似の形状をもっているが、自動車としての本質は全く異なるものであり、本質からすればむしろコンテナトラックに近いと云える。
日本での「ライトバン」という呼称は、ライトトラックやライトバスなどと同様、それぞれの車型の中では比較的小型で、積載量の少ないものを指す英語に由来する。日本の自動車が小型車中心であることからこの呼称が定着していたが、近年ではカタログ表記も単に「バン」とされることが多い。荷室に窓のないものをパネルバンやブラインドバンと呼び、区別することもある。
日本では貨物自動車の一種で、2ボックス、1.5ボックス、ワンボックスのいずれかの車体形状を持ち、後席を折り畳んで荷物室を拡大することができるか、もしくは後席を備えていない物を指す。後席を備える車両の場合、前席後端より後方のスペースの内、荷物室が過半を占めることと規定されている。また、以前は荷室側面窓（リアクウォーターウインドウ）を荷物から保護することが法律で義務付けられており、荷室窓には保護棒が取り付けられていた（現在この規定は廃止）。さらに、急制動時に重量物の移動から乗員を守る保護機能（座席背面の鉄板や保護棒など）も必要である。この規定により、日本国内からウォークスルーバンが廃止された。
軽自動車規格を超える登録車の場合、車検は新車の初回のみ2年後でその後は1年ごと、小型車（全長4.7m×全幅1.7m×全高2.0m、ガソリン車において総排気量2000cc、ディーゼルは排気量制限なし。）枠内(いわゆる5ナンバーサイズ)の車両は4ナンバー、どれか1要素でも超える車は1ナンバー（普通貨物自動車）と規定されている。以前の小型車はホイールベースの上限も定められており、1958年（昭和33年）までは2,500mm、それ以降は2,750mmであった。
車両価格（初期費用）と維持費を抑えるため、トランスミッション（変速機）はマニュアルが多かった。しかしオートマチック限定免許の普及など、乗用車のマニュアル比率が極端に減った現在では、パワートレーンをそれらと共用する都合でオートマチックの比率が高まり、エステートバンにおいては2014年のプロボックス/サクシードのマイナーチェンジで新車からMT車が消滅した。

## 種類

### 2ボックスタイプ

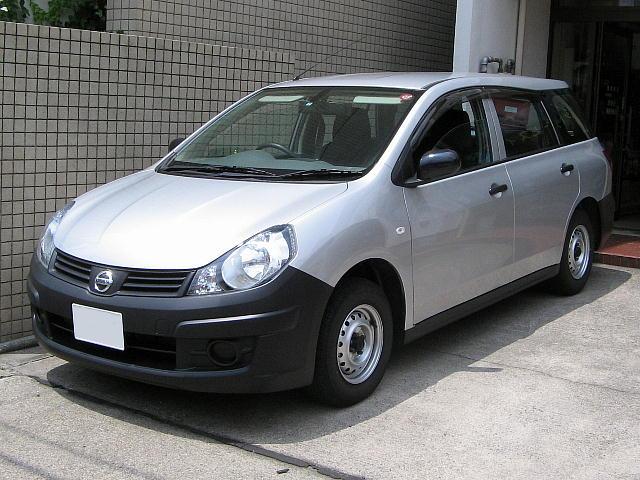
日産・AD（4代目）

車高が低く、前部にボンネット、後部にラゲッジスペースを持つ形状で、「ボンネットバン（ボンバン）」や「エステートバン」とも呼ばれ、アメリカ英語では Sedan delivery と呼ばれる。以前のライトバンとは、この車型を指した。専用の2ドアボディーが標準であったが、2代目トヨタ・スタウトのように、助手席側のみにリアドアを持つ1+2ドアもあった。後に乗用車派生、もしくは乗用車のコンポーネントをそのまま流用したモデルの増加に伴い4ドアが標準となる。日本車では大衆車クラスを筆頭に、内装以外のシャシやボディをステーションワゴンと共用するものが多かったが、トヨペット・マスターラインバン/クラウンバンとクラウンカスタムのようにリアサスペンションとバックドアの作り分けで差別化を図ったものもある。
このタイプの最大積載量は、軽自動車で200 kg、登録車で350 - 400 kg程度であり、貨物車では最大積載量が最も少ないものの、ワンボックスタイプと比較して乗員の疲労度が比較的少ないこと、車高が低いのでタワーパーキングに入庫できることなどメリットも存在するため、タワーパーキングの多い大都市部で社用車として使用されることが多い。近年では軽自動車と比較して自動車税や車検（新車時初回2年、以降毎年）の面で不利になる問題から、エステートバンも軽ハッチバックセダンや軽ワンボックスバンへの置き換えが進んでいる傾向がある。架装などに伴う改造によって8ナンバーなどを取得した車両と、ガソリンエンジンで排気量が2.0 Lを超えるものを除き、すべての車種が4ナンバー（小型貨物自動車）である。
かつては軽自動車においても軽ボンネットバンが多数生産されており、ハッチバックタイプやトールワゴンタイプなども存在した。

### フルゴネットタイプ

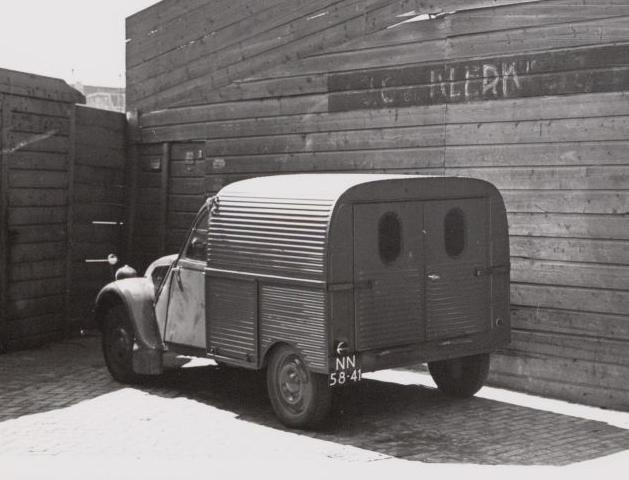
シトロエン・AU

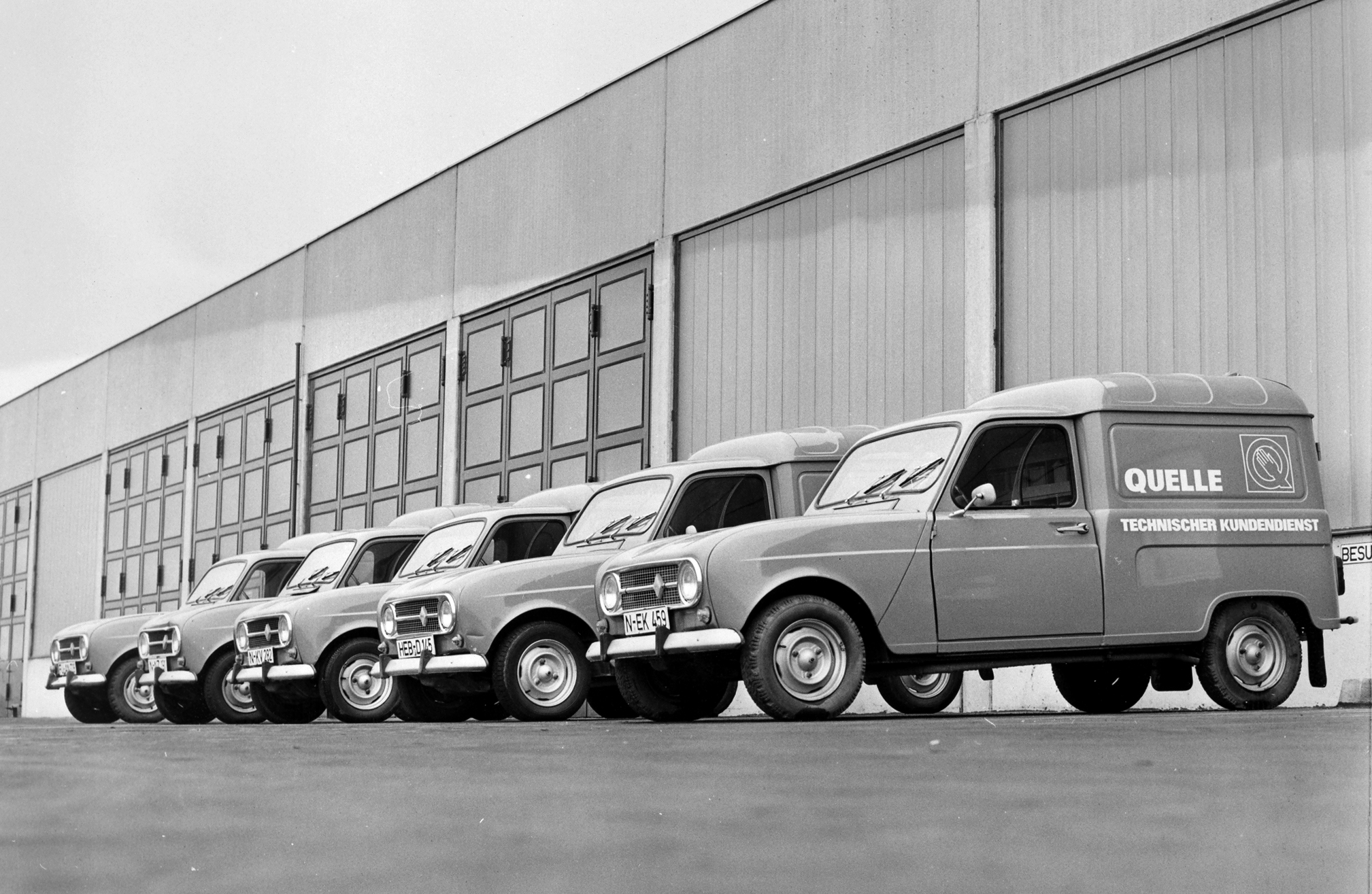
ルノー・4F

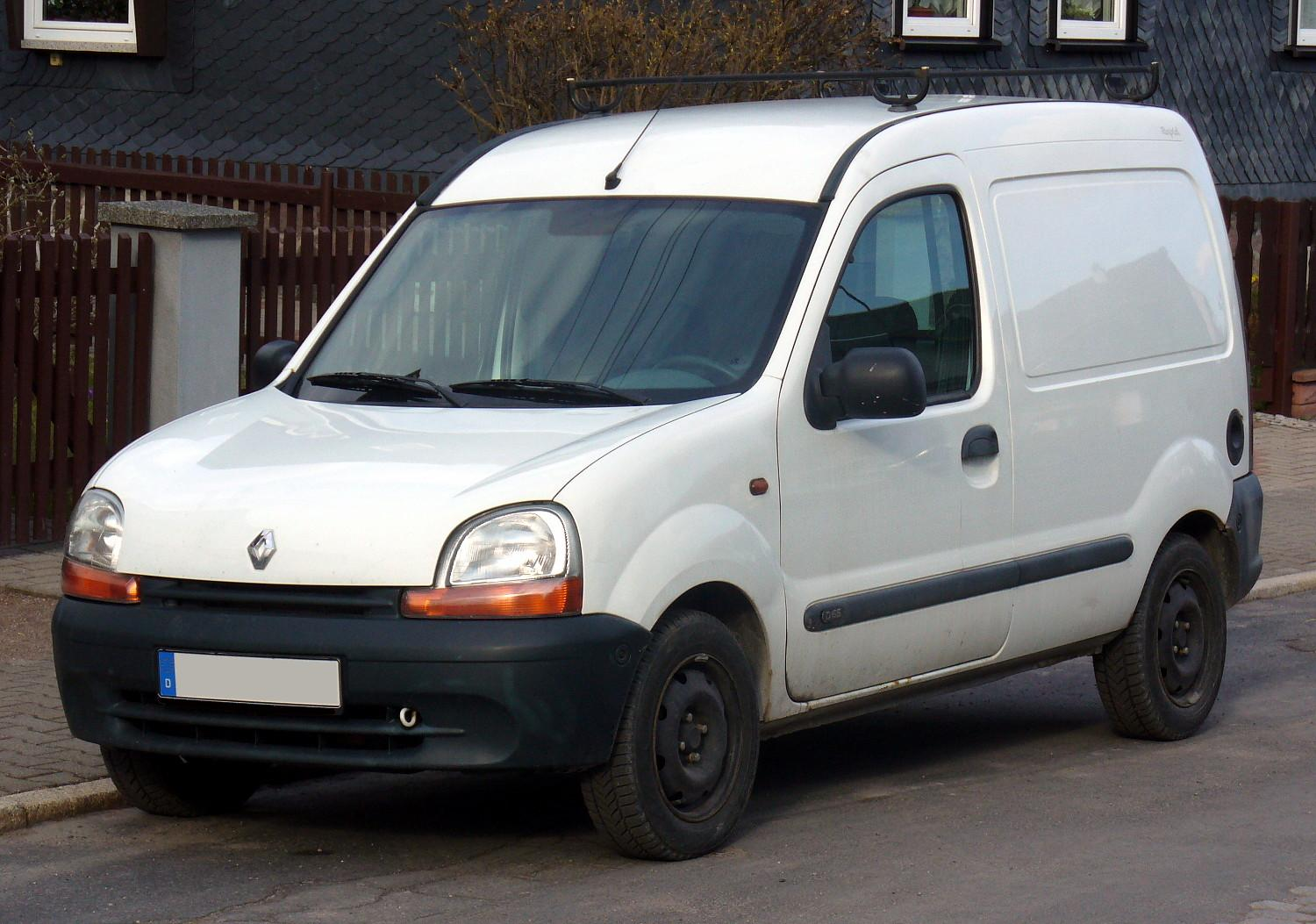
ルノー・カングーエクスプレス（初代）
商用車では2ドアも健在

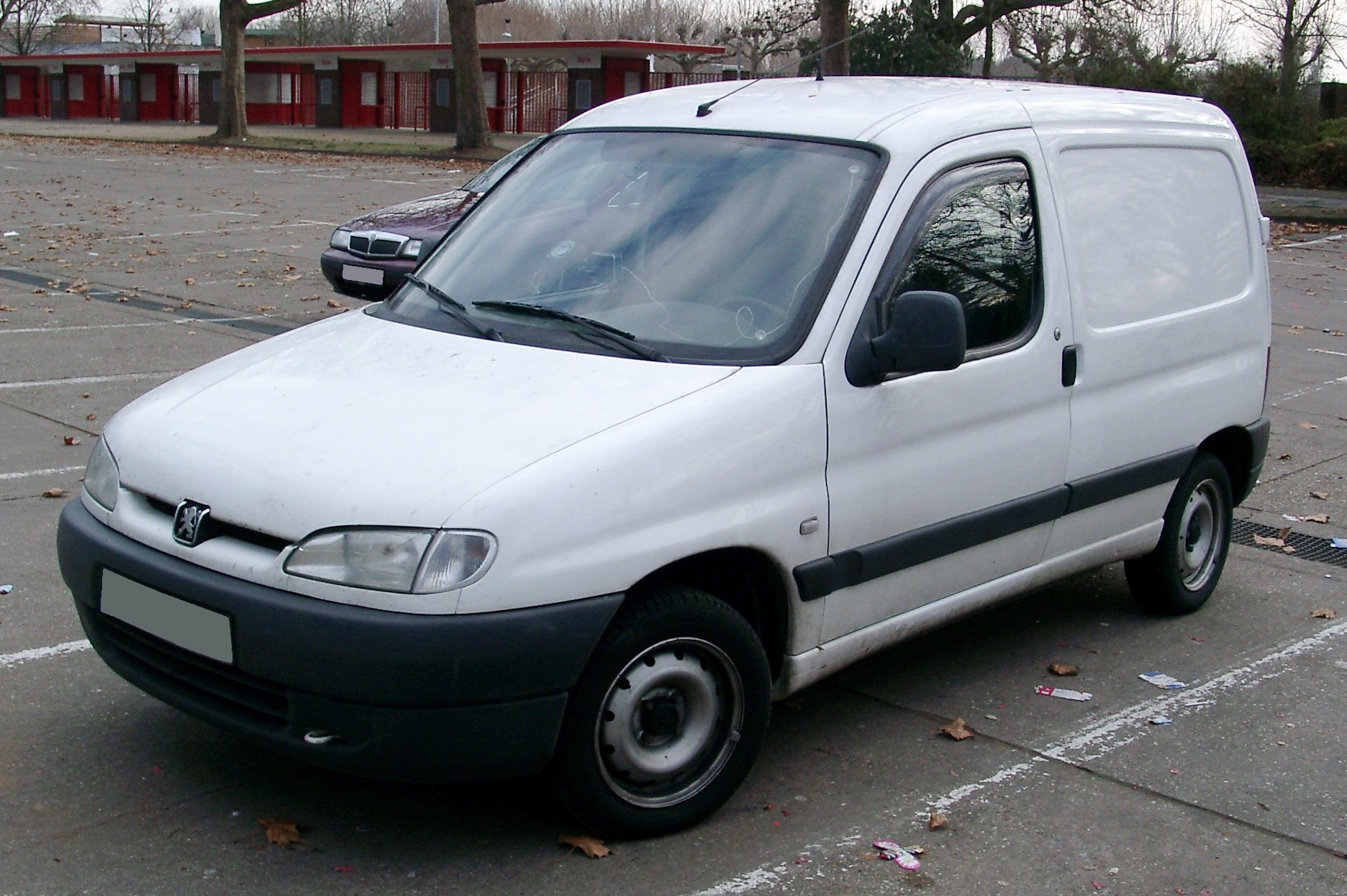
プジョー・パートナー（初代）

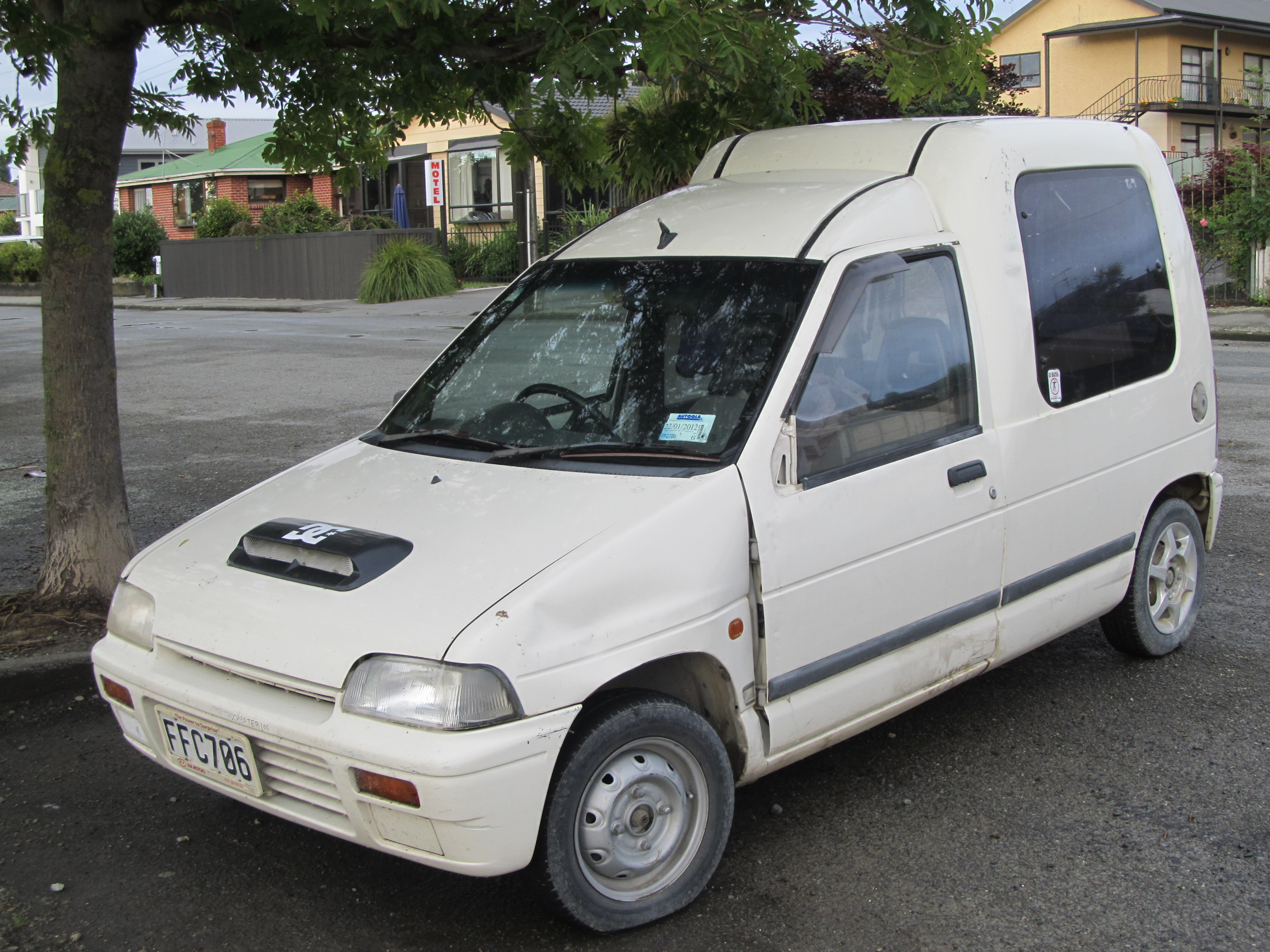
スズキ・アルトハッスル

小型の欧州車に古くから見られる、大衆車の前半と大きな荷箱とをつなぎ合わせた形状のバン。
フルゴネット（Fourgonnette）とは、フランス語で小型貨物車（小型トラック）を総称するカミオネット（Camionnette）のうち有蓋車を指すものであり、実質は大衆車派生の小型ボンネットバンに対する呼称であった（大型貨物自動車はカミオンとフルゴン、鉄道車両の有蓋車もフルゴンと呼ぶ）。
ただし、フランス語版 Wikipedia でフルゴネットはカミオネットに含まれており、「anciennement fourgonnette」（以前はフルゴネット）とあり、新型車にもこのような形状が見られないことから、旧車に対しての表現とみられる。また、同版でのバンは車格を問わず「モノスペース」（Monospace (véhicule)） となっており、貨物車ではなく、乗用のミニバンやMPVを指している。
この独特な車体形状はかつてのフランス以外の欧州車にも数多く見られるが、日本では、自動車雑誌で紹介される機会や輸入される同種の中でもフランス車が取り分け多く（シトロエンのAU/AZU/AKやC15、ルノーの4Fやエクスプレスなど）、特に認知度が高いことと、英語の Van や Panel van に比べ簡潔に車型の特徴を表すこともできるため、この呼称が広まった。
乗用車の前半分を流用していることでは2ボックスタイプの延長線上にあるともいえるが、車体後半のみが大きな箱状となっていることが特徴であり、また、ピックアップトラックにパネルバンタイプの荷箱を架装したものとも異なり、キャビンと荷箱の外板はつながっており、室内もほとんどの車種で運転席と荷室がつながっている。その成り立ちから、キャブオーバー型に比べ運転姿勢や操縦安定性が乗用車に近い利点があるが、スペース効率ではキャブオーバー型に譲る。
運転席上を控えめなハイルーフとした車種もあったが、低いボンネットと大きな荷箱を組み合わせたスタイルに長らく変わりは無く、 アントニス・ヴォラニス（英語版）のスタイリングで1977年にマトラが起死回生を期して放ったランチョも、SUV風の外観をまとい、乗用バージョンのみとしてフルゴネット派生の乗用モデルとの差別化を図ってはいたが、基本的な成り立ちは従来の発想を大きく超えるものでは無かった。
しかし、1997年に相次いで発表されたルノー・カングーとプジョー・パートナー / シトロエン・ベルランゴは、従来から備わっていた乗用ユーティリティービークル（現在LAVと呼ばれるジャンルで、一時の日本でのRVの解釈にも近い）としての資質をさらに高めるため、専用のフロントボディーを与え、屋根全体をスムーズなラインでハイルーフ化し、スライド式のリアドアを持つ4ドア車を追加した。これらの改良はいずれも初めての試みであったが、大きな成功を収めたことから他社も一斉に追従する結果となり、現在このカテゴリでは日本で言うところのトールワゴンスタイルが標準となっており、内装と装備を充実させた乗用バージョンをラインナップに揃えることも至極当然となっている（シトロエン・ネモ/フィアット・フィオリーノ/プジョー・ビッパー、フィアット・ドブロ、フォルクスワーゲン・キャディ III、フォード・トランジットコネクト/トルネオコネクトなど）。これら最近の車種のバックドアは、商用モデルがフォークリフトでの荷役に適した観音開きであるのに対し、乗用モデルのほとんどが跳ね上げ式となっている（レジャー・アクティビティ・ビークルも参照）。
日本車では、かつて岡村製作所（オカムラ）が生産したミカサ・サービスカー マーク IIがその嚆矢と言える。自動車ディーラー網を持たなかったオカムラは、ミカサの各バンモデルを自社用サービスカーとし、広く一般には販売しなかった。オカムラはシトロエン・2CVのメカニズムを模倣してはいたが、ことスタイリングに関しては、同じく2CVに感化されたトヨタ・パブリカ同様、本家とは異なるごく常識的なものであった。その中で唯一、マーク II の荷箱にはシトロエン・AUやAZUのような多数のリブが並んでおり、3穴ホイールと共にその強い影響が見られる。
その後長らくこのタイプでミカサに追従するメーカーは無かったが、バブル期に開発された日産・AD MAXとスズキ・アルトハッスル、さらに乗用車扱いを含むとミラージュサイビクスがカタログモデルとして市販されている。このほか、M2もオートザム・レビューをベースとしたコンセプトカー、「M2 1004」を1991年（平成3年）の第29回東京モーターショーに出品しているが、市販には至らなかった。これらは日本車の中では珍しいデザインで、その独特の魅力から一部では高い評価を得るものの、機械式駐車場の高さ制限や、2ドアの不便さ、後述のワンボックスタイプがすでに広く普及していたことなどから、どれも主流とはならず、市販されたものも後継モデルは作られなかった。唯一の成功例としては、内外観から商用車らしさを極力排除したパイクカーの日産・エスカルゴがある。

### モノスペースタイプ

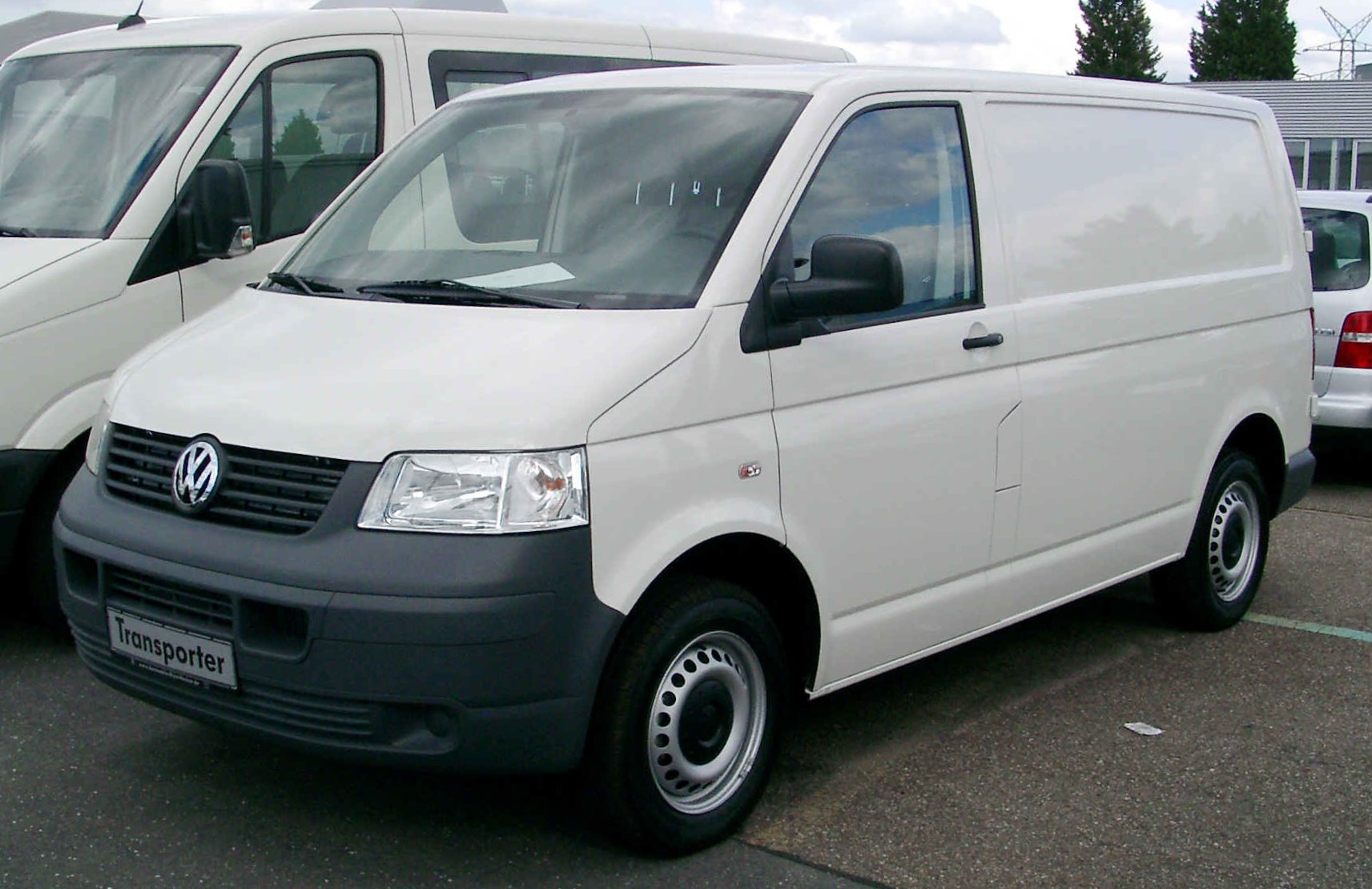
VW・T5 バン

欧州車に多く見られる、MPVやミニバンとの共通設計、あるいは派生車種で、いわゆるモノスペースの商用車。背の高いキャビンと荷室を持ち、全長に対してボンネットが短いため、日本では1.5ボックスと呼ばれることもある。ほとんどが乗用・客貨兼用バージョンをラインナップする。
軽自動車におけるハイトワゴンタイプはこちらに分類される。
良好な操縦安定性と無理のない運転姿勢、十分に確保されたクラッシャブルゾーンなどの利点を持つが、その分荷室容積は圧迫される。

### ワンボックスタイプ

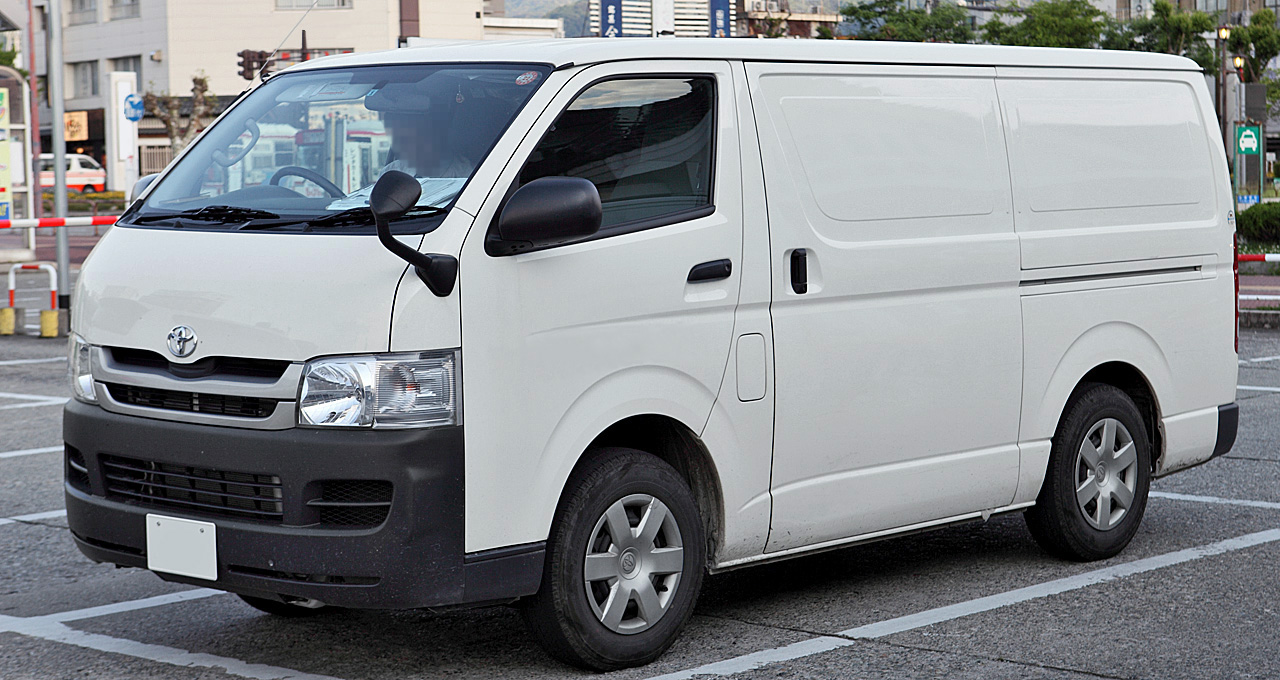
トヨタ・ハイエース（5代目）

ワンボックスタイプは車高が高く、独立したエンジンコンパートメント（ボンネット）も無いため、床面積の多くを荷室に充てることができ、スペース効率と取り回しに優れ、日本を含むアジアの一部や多くの開発途上国では主流となっている。一方、ボンネット付きのスタイルに比べ、全長に対してホイールベースが短いことから、操縦安定性と乗り心地は悪く、運転姿勢、静粛性、前方衝突安全性などでも、今日的な自動車として不利な面が多いが、2000年代以降の日本車では最低限のクラッシャブルゾーンとキャビンの変形防止構造を有している。
エンジンの搭載位置は、前席下のキャブオーバー型、前席下か前席前のセミキャブオーバー型、車体中央部床下のミッドシップ型、後車軸より後方のリヤエンジン型がある。後2者は主にスペースに制約の多い軽自動車で採用例が多く、ホンダ・TNシリーズとホンダ・アクティバン（2018年生産終了）がすべて横置きミッドシップ、2012年まで生産されていたスバル・サンバーバンの自社生産車がすべてが横置きリヤエンジンであった。軽自動車以外でのリヤエンジンの代表格はフォルクスワーゲン・タイプ2（T1 - T2）とT3で、1950年から1992年まで3世代に渡って採用されたが、日本車では初代マツダ・ボンゴのみである。これらはすべて縦置きエンジンである。
ワンボックスタイプでは、前席だけのもののほか、2列目に折りたたみ式、または取り外し式の座席を備えるものが多く、全長の大きい車種では3列目を持つものもある。最大積載量は、軽自動車で200 - 350 kg、登録車で600 - 1,250 kg程度である。登録車の積載重量が1トンを大きく超えるようになった背景には、自動車Nox・PM法で、車両総重量の区分が設けられたことも関係している。

### ルートバン

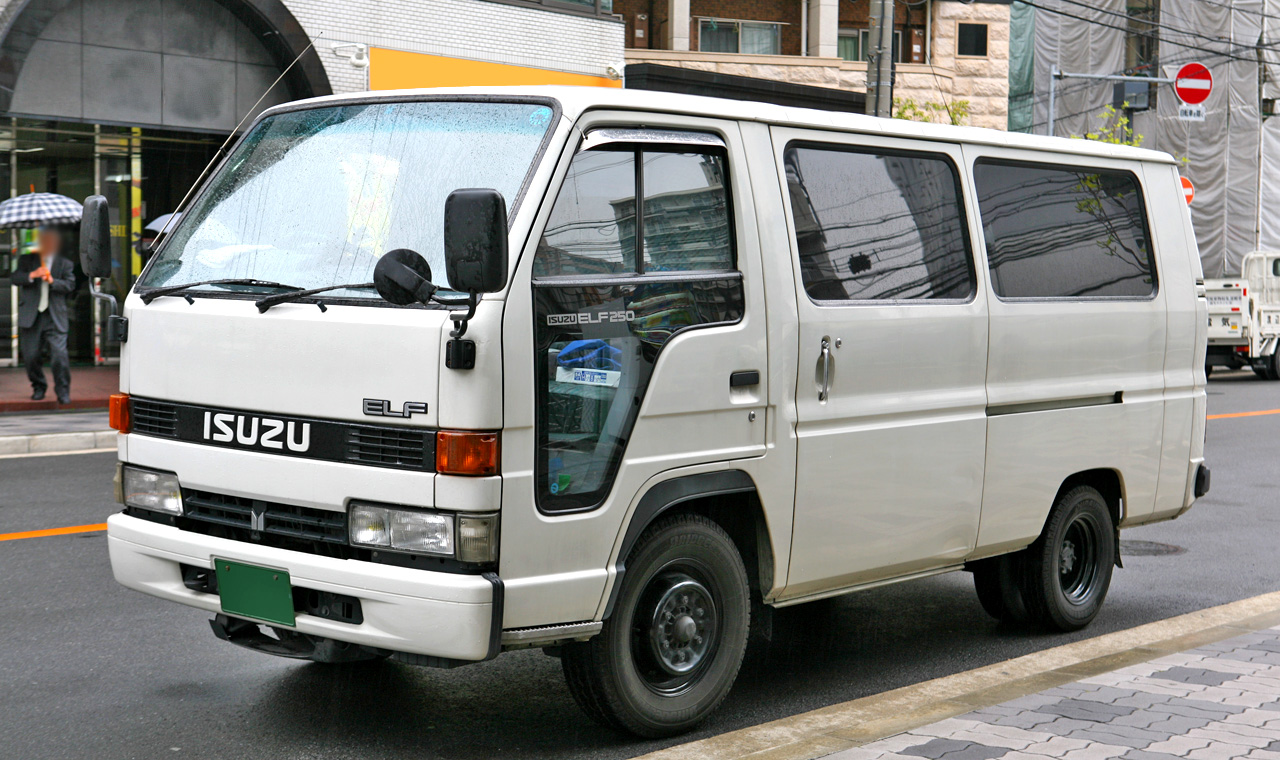
4代目いすゞ・エルフルートバン

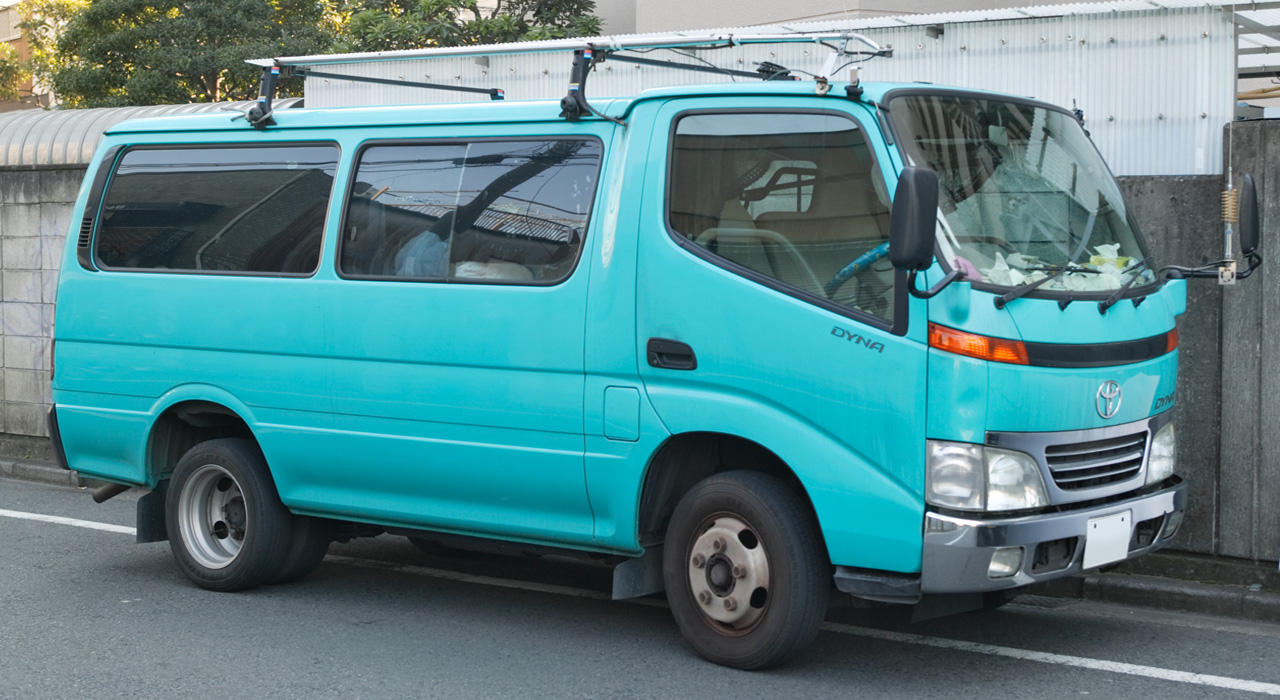
7代目トヨタ・ダイナルートバン

ワンボックスタイプのバンに、フレーム付のトラックをベースとしたものが存在するが、これらは一般にルートバンという 。成り立ちはフレーム式トラックのキャブシャシにバン/ワゴンの荷室部分を繋ぎ合わせたもの、またはキャブシャシにコーチビルダー製の独自車体を架装したもので、ベースとなったトラックと同じ最大積載量を持ち、紙など、主に濡れては困る重い物品の運搬や、現金輸送車として広く使われている。日本製ライトバンのバックドアはほとんどが跳ね上げ式だが、ルートバンでは観音開きが選べる場合が多い。
かつて1.5トン積みから2トン積みトラックを生産していたメーカーはもれなくルートバンをラインナップしていたが、元々軽積載車にくらべて需要が低いことに加え、排出ガス規制の区分では車両総重量1.7トンの次がディーゼル車が2.5トン/ガソリン車などが3.5トンとなっている都合で、4ナンバーワンボックスバンの最大積載量が軒並み1トン（車両総重量2.5トン）を超えるようになっており、ルートバンは以前にも増してニッチな商品となっている。したがって、2024年（令和6年）現在のカタログモデルでは、トヨタ・ダイナ/トヨタ・トヨエースを残すのみとなっている。

## 用途
主に企業や商店で御用聞きなどの営業回り、物品の運搬、小口配送に用いられることが多い。殆どの場合は車体に「かんばん」（企業や商店の名称）が記されている。輸送効率が劣ることから少数ではあるが、郵便集配、電報配達、運送業者が台数の頭数合わせなどの目的で事業用登録を行った車両もある。
専用集配車が登場する以前はもちろん、現在でも宅配便では多くのワンボックスタイプが使われている。
個人で保有するケースとしては、大工や配管設備、電気工事など、何らかの商売を営んでいる（個人事業主）、キャンピングカーやトランポにする場合、余分なシートや内装材が付いていない分ワゴン仕様よりスペースを取り易く安価、（3・5ナンバーの）乗用車では高額な自動車税や重量税などの税金が安い、車両価格が安い、商用車独特の外観のスッキリ・チープ感に質実剛健さを感じる、リアスムージングなど改造ベースとしての保有などが挙げられるが、基本的に軽自動車を除き少ない。
一方、軽自動車の場合は車検が商用でも2年おきである上に税金が乗用車の半額である大きなメリットがあるためワンボックス・ハッチバック共に一定のマイカー需要がある。
- 絶版になった軽ボンネットバンは2by2のシティコミューターとしてみると70万円前後(車両本体)からエアコン付きの新車が買え、コストパフォーマンスに優れていた。
- ワンボックスの場合は税の安さを享受しながら乗用車に匹敵する装備と後席を備えた仕様[注 5]が存在している（ただし、後部座席はリクライニングしない）。

2017年9月より、貨客混載（時間帯によって貨物と旅客を掛け持ちで輸送する形態）の規制緩和が行われることから、過疎地などを中心にライトバン（ワゴン）で旅客輸送を行うことができるようになる。

## 日本の車種一覧

### 現行車種

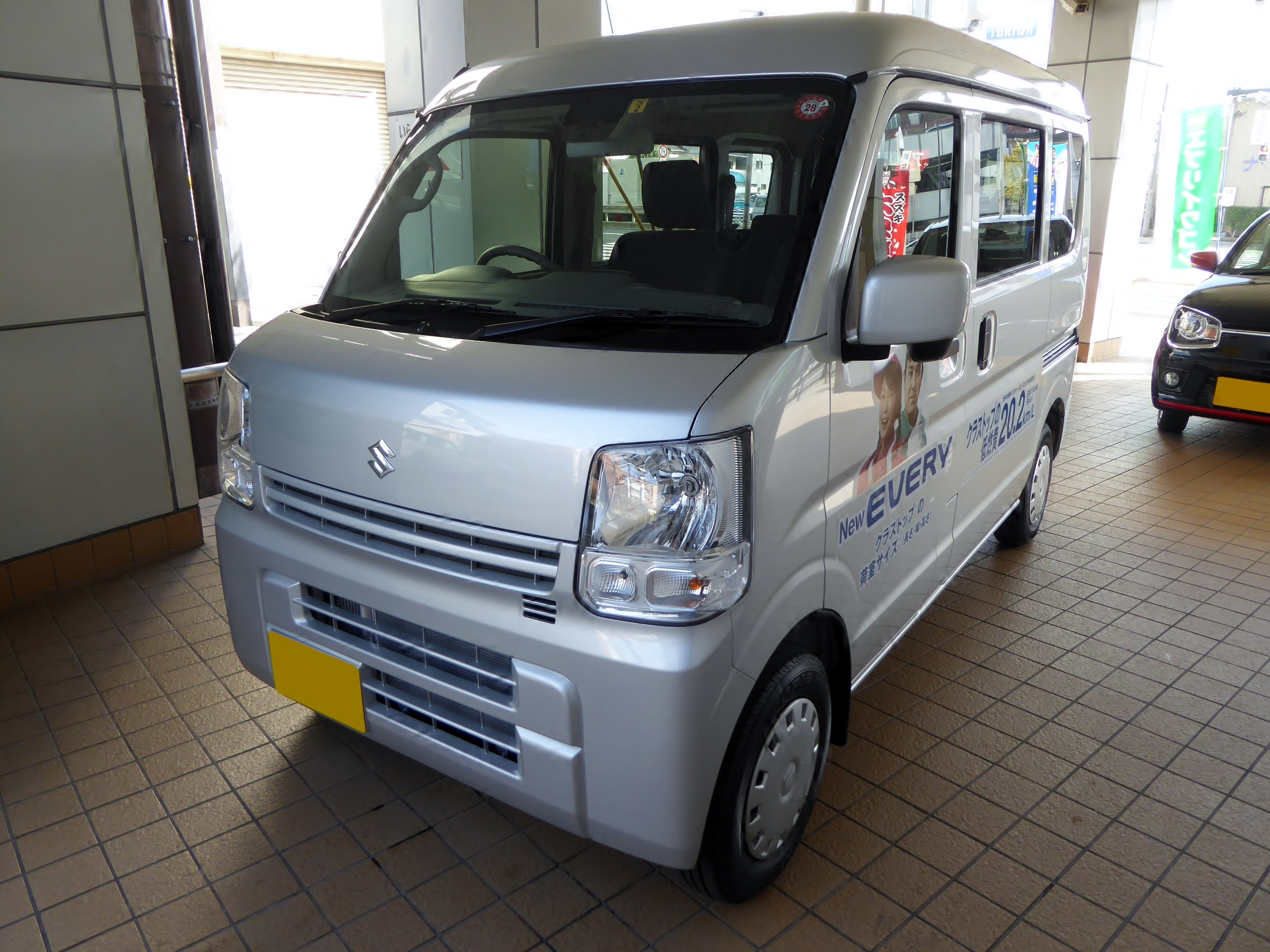
軽セミキャブオーバータイプの例
スズキ・エブリイ（6代目）

#### 登録車
普通自動車および小型自動車。
エステートタイプ
- トヨタ・プロボックス/マツダ・ファミリアバン [注 6]
- 日産・AD

かつては大半のメーカーが自社生産していたが、上記の理由により現在では2社のみの生産になった。
モノスペースタイプ
- 日産・NV200バネット

欧州向けが主となるため、ミニバンで標準的な横置きFFレイアウトとなり、モノスペーススタイルとなった。バックドアには、フォークリフトでの荷役に便利な270度まで開く商用グレードの観音開きと、乗用グレードの跳ね上げ式とがあるが、日本国内向けは商用、乗用共に跳ね上げ式のみとなっている。
セミキャブオーバータイプ
- ダイハツ・グランマックスカーゴ/トヨタ・タウンエースバン/マツダ・ボンゴバン [注 7]

ワンボックスタイプ
- トヨタ・ハイエース/マツダ・ボンゴブローニイ [注 8]
- 日産・キャラバン/いすゞ・コモ [注 9]

#### 軽自動車
セミキャブオーバータイプ
- ダイハツ・ハイゼットカーゴ/トヨタ・ピクシスバン/スバル・サンバーバン [注 10]
- スズキ・エブリイバン/マツダ・スクラムバン/日産・クリッパーバン/三菱・ミニキャブバン [注 11]
- 三菱・ミニキャブEV/日産・クリッパーEV（※電気自動車）[注 12]

かつてはワンボックスの軽自動車が人気だったが、1998年10月に施行された安全基準の強化により、セミキャブオーバーバンが軽自動車の標準となった。
モノスペースハイトワゴンタイプ
- ホンダ・N-VAN
- ホンダ・N-VANe:（※電気自動車）
- スズキ・スペーシア ベース

広義の軽ボンネットバン。

### 過去の車種

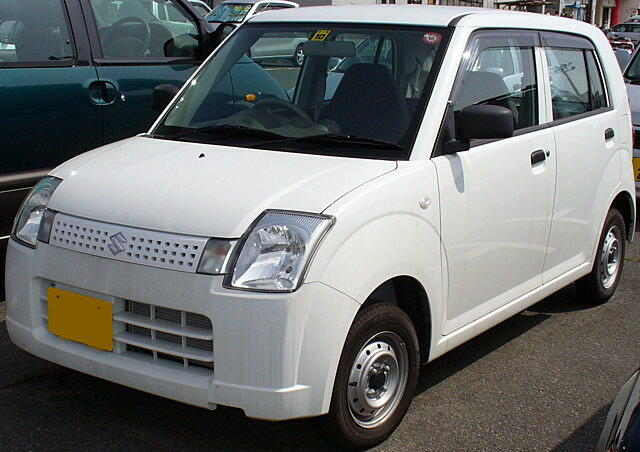
軽ハッチバックタイプ（狭義の軽ボンネットバン）の例
スズキ・アルト（6代目）

#### 登録車
普通自動車および小型自動車。
ルートバンタイプ
- ダイハツ工業
  - デルタルートバン （2003年）まで
- 日野
  - デュトロルートバン （2015年）まで
- いすゞ自動車
  - エルフルートバン （2002年）まで
- 三菱ふそう
  - キャンタールートバン （2011年）まで
- 日産自動車
  - アトラスルートバン （2007年）まで
- トヨタ自動車
  - ダイナルートバン [注 13] （2015年）まで
  - トヨエースルートバン [注 14] （2015年）まで

ワンボックスタイプ
- ダイハツ工業
  - デルタワイド （1996年）まで
- いすゞ自動車
  - ファーゴ[注 15] （2001年）まで
- マツダ
  - フォード・J80[注 16] （1999年）まで
  - フォード・J100[注 17] （1999年）まで
  - ボンゴブローニイ （自社生モデル）（2010年）まで
  - ボンゴ（自社生モデル）（2020年）まで
- 三菱自動車
  - デリカバン （1999年）まで
  - デリカカーゴ[注 18] （2010年）まで
- 日産自動車
  - キャブスターバン （1976年）まで
  - ホーマー （1976年）まで
  - チェリーキャブ （1978年）まで
  - サニーキャブ （1978年）まで
  - チェリーバネット （1986年）まで
  - ダットサンバネット （1986年）まで
  - サニーバネット （1986年）まで
  - バネットラルゴバン （1993年）まで
  - ホーミー （1999年）まで
  - バネットバン[注 19] （2017年）まで
- プリンス自動車[注 20]
  - ホーマー （1970年）まで
- トヨタ自動車
  - ライトエースバン （1996年）まで
  - タウンエースバン （1996年）まで
  - レジアスエース （2020年）まで

セミキャブオーバータイプ
- ダイハツ工業
  - デルタワイド （2001年）まで
  - ハイゼットグランカーゴ （2004年）まで
- 日産自動車
  - セレナカーゴ （1999年）まで
- トヨタ自動車
  - ライトエースバン （2020年）まで

セミボンネットタイプ
- 三菱自動車
  - デリカカーゴ （1999年）まで
- 日産自動車
  - ダットサン・キャブライト （1968年）まで
- トヨタ自動車
  - レジアスバン [注 21]（2002年）まで

モノスペースタイプ
- 日産自動車
  - プレーリー NV （1988年）まで

エステートタイプ
- ダイハツ工業
  - コンパ―ノバン （1970年）まで
  - シャルマンバン （1981年）まで
- 本田技研工業
  - L700 （1968年）まで
  - シビックバン （1983年）まで
  - シビックプロ （1996年）まで
  - パートナー （2010年）まで
- いすゞ自動車
  - ヒルマンエキスプレス （1964年）まで
  - ベレルエキスプレス （1967年）まで
  - ベレットエキスプレス （1974年）まで
  - フローリアンバン （1982年）まで
  - ジェミネットII （1993年）まで
- マツダ
  - プロシードバン （1965年）まで
  - グランドファミリアバン （1978年）まで
  - ルーチェバン （1988年）まで
  - ファミリアバン （自社生モデル）（1994年）まで
  - フォード・レーザーバン[注 22]（1994年）まで
  - カペラカーゴバン （1999年）まで
- 三菱自動車
  - コルト1000バン （1970年）まで
  - ギャランエステートVバン （1977年）まで
  - エテルナΣエステートバン （1985年）まで
  - ギャランΣエステートバン （1985年）まで
  - ランサーバン （1992年）まで
  - ミラージュバン （1992年）まで
  - リベロカーゴ （2003年）まで
  - ランサーカーゴ[注 23] （2019年）まで
- 日産自動車
  - ダットサンバン （1972年）まで
  - チェリーバン （1978年）まで
  - オースターバン （1982年）まで
  - パルサーバン （1982年）まで
  - バイオレットバン （1982年）まで
  - サニーバン （1983年）まで
  - ダットサンADバン （1988年）まで
  - パルサーADバン （1988年）まで
  - サニーADバン （1988年）まで
  - ブルーバードバン （1990年）まで
  - スカイラインバン （1990年）まで
  - アベニールカーゴ （1999年）まで
  - セドリックバン （1999年）まで
  - グロリアバン （1999年）まで
  - エキスパート （2008年）まで
  - ADエキスパート （2016年）まで
- プリンス自動車[注 24]
  - プリンス・コマーシャルバン （1961年）まで
  - グロリアバン （1967年）まで
  - スカイウェイバン （1968年）まで
- SUBARU
  - 1000バン （1971年）まで
  - レオーネバン[注 25]（2001年）まで
- トヨタ自動車
  - マスターライン （1967年）まで
  - パプリカバン （1978年）まで
  - スタウトバン （1979年）まで
  - スターレットバン （1984年）まで
  - コロナバン （1992年）まで
  - カリーナバン （1992年）まで
  - マークⅡバン （1997年）まで
  - クラウンバン （1999年）まで
  - カローラバン （2002年）まで
  - スプリンターバン （2002年）まで
  - カルディナバン （2002年）まで
  - サクシードバン （2020年）まで

ハッチバックタイプ
- ダイハツ工業
  - シャレードバン （1987年）まで
- 本田技研工業
  - シティプロ （1986年）まで
- いすゞ自動車
  - ジェミネット （1988年）まで
- マツダ
  - フォード・フェスティバカーゴ[注 26] （1993年）まで
- スズキ
  - カルタスバン （1988年）まで
- トヨタ自動車
  - スターレットバン （1989年）まで

フルゴネットタイプ
- 日産自動車
  - エスカルゴ （1990年）まで
  - AD MAX （1999年）まで

#### 軽自動車
ハッチバックタイプ
- スズキ
  - スズライトバン （1968年）
  - フロンテバン/フロンテハッチ （商用モデル）（1989年）まで
  - セルボバン [注 27]（1990年）まで
  - アルトバン （2021年）まで
- ダイハツ工業
  - ハイゼットバン （1966年）まで
  - フェローバン （1977年）まで
  - MAXクオーレバン （1980年）まで
  - リーザバン （1993年）まで
  - ミラバン（2018年）まで
- マツダ
  - B360ライトバン （1968年）まで
  - ポーターバン （1976年）まで
- 三菱自動車
  - 360バン/パネルバン （1969年）まで
  - ミニカバン/ミニカエコノ （2011年）まで
- 愛知機械工業 (日産自動車)
  - ヂャイアント・コニー360 （1962年）まで
  - コニー・360 （1970年）まで
- SUBARU
  - 360コマーシャル/360カスタム （1970年）まで
  - R-2バン （1973年）まで
  - レックスバン （1992年）まで
  - ヴィヴィオバン （1998年）まで
  - プレオバン [注 28]（2018年）まで
- 本田技研工業
  - LN360 （1971年）まで
  - トゥデイプロ [注 29]（1998年）まで

ワンボックスタイプ
- ダイハツ工業
  - ハイゼットバン （1999年）まで
- 本田技研工業
  - アクティバン （1999年）まで
  - ストリート （2001年）まで
- マツダ
  - スクラムバン [注 30] （1999年）まで
- 三菱自動車
  - ミニキャブバン （1999年）まで
- SUBARU
  - サンバーバン （2012年）まで
- スズキ
  - キャリイバン （1982年）まで
  - エブリイバン （1998年）まで
- トヨタ自動車
  - ミニエースバン （1975年）まで

セミキャブオーバータイプ
- 本田技研工業
  - アクティバン （2018年）まで
  - バモスホビオ（バモスホビオ プロ）（2018年）まで

フルゴネット/トールワゴンタイプ
- スズキ
  - アルトハッスルバン （1992年）まで
- 三菱自動車
  - ミニカトッポバン （1998年）まで
  - トッポBJバン （2004年）まで
- SUBARU
  - プレオバン（初代） （2010年）まで

広義の軽ボンネットバン。
モノスペースハイトワゴンタイプ
- 本田技研工業
  - ライフステップバン （1974年）まで
- ダイハツ工業

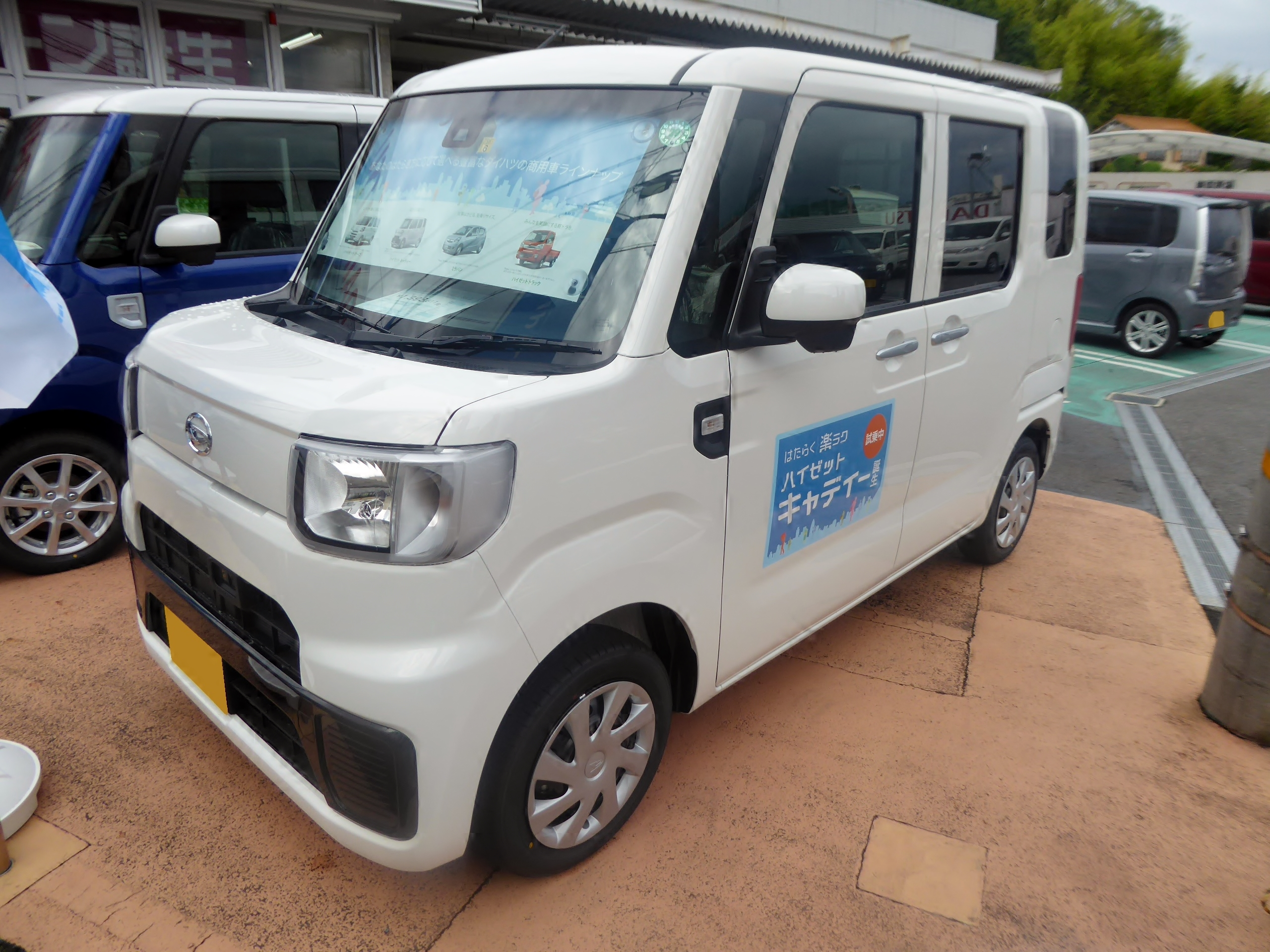
軽モノスペースハイトワゴンタイプ（広義の軽ボンネットバン）の例
ダイハツ・ハイゼットキャディー

  - ハイゼットキャディー （2021年）まで

広義の軽ボンネットバン。